# Headhunter (německá hudební skupina)
Headhunter (v překladu z angličtiny lovec hlav) je německá speed/power/thrash metalová hudební skupina založená v roce 1989 v tehdejším Západním Německu zpěvákem a baskytaristou Marcelem Schirmerem (alias Schmierem) po jeho vyhazovu z kapely Destruction. Krátce používala název Curse.
Debutové studiové album s názvem Parody of Life vyšlo v roce 1990.

## Diskografie
Studiová alba
- Parody of Life (1990)
- A Bizarre Gardening Accident (1992)
- Rebirth (1994)
- Parasite of Society (2008)

Split nahrávky
- A Bizzare Gardening Accident / The Christhunt (1999) – split promoaudiokazeta společně s nizozemskou kapelou God Dethroned